# Jos Lammertink
Jos Lammertink, né le 28 mars 1958 à Wierden et mort le 24 novembre 2024 à Almelo, est un coureur cycliste néerlandais. Professionnel de 1980 à 1989, il a notamment été champion des Pays-Bas sur route en 1986 et a remporté deux étapes du Tour d'Espagne.

## Palmarès sur route

### Palmarès amateur
- 1976
  - 1re étape du Dusika Jugend Tour
  - Acht van Bladel
  - 2e du Dusika Jugend Tour
- 1977
  - Ronde van Oud-Vossemeer
  - 2e de l'Olympia's Tour
  - 3e du Tour de Hollande-Septentrionale
- 1978
  -  Champion des Pays-Bas sur route amateurs
  - 8eb étape de l'Olympia's Tour
  - Prologue de l'Étoile des Espoirs
  - 2e du Tour de Drenthe
- 1979
  -  Champion des Pays-Bas sur route amateurs
  - Ronde van Midden-Nederland
  - Olympia's Tour :
    - Classement général
    - 2ea et 6eb (contre-la-montre) étapes

  - 4e étape du Tour de Slovaquie

### Palmarès professionnel
- 1980
  - Grand Prix de Saint-Raphaël
  - 9e étape du Tour d'Espagne
- 1981
  - 5eb étape du Tour d'Andalousie (contre-la-montre)
  - 6e étape du Tour d'Espagne
  - 3e du Tour de Zélande centrale
- 1982
  - Grand Prix E5
  - Prologue du Tour de Suède
- 1984
  - Kuurne-Bruxelles-Kuurne
  - 2e de l'Étoile de Bessèges
  - 2e du Tour des Pays-Bas
  - 5e du Circuit Het Volk
- 1986
  -  Champion des Pays-Bas sur route
  - 2e étape du Tour de la Communauté valencienne
  - 3e du Grand Prix E3
- 1987
  - Circuit des onze villes
  - 2e du Tour de l'Oise
- 1988
  - 1re étape du Tour méditerranéen
- 1989
  - 2e du Grand Prix Betekom

## Résultats sur les grands tours

### Tour de France
1 participation
- 1986 : abandon (4e étape)

### Tour d'Espagne
3 participations
- 1980 : 60e, vainqueur de la 9e étape, 3e du classement par points
- 1981 : abandon, vainqueur de la 6e étape
- 1986 : abandon (20e étape)

### Tour d'Italie
1 participation
- 1987 : 127e

## Palmarès en cyclo-cross
- 1973-1974
  -  Champion des Pays-Bas de cyclo-cross cadets
- 1974-1975
  -  Champion des Pays-Bas de cyclo-cross cadets
- 1975-1976
  -  Champion des Pays-Bas de cyclo-cross juniors
  -  Médaillé d'argent du championnat d'Europe de cyclo-cross juniors
- 1976-1977
  -  Champion des Pays-Bas de cyclo-cross juniors

## Palmarès sur piste
- 1979
  -  Champion des Pays-Bas de poursuite amateurs
- 1981
  - 3e du championnat des Pays-Bas de poursuite
- 1983
  - 3e du championnat des Pays-Bas de poursuite
- 1984
  - 3e du championnat des Pays-Bas de poursuite